# Santa Maria del Grau
Santa Maria del Grau és una obra del municipi de Fonollosa (Bages) inclosa en l'Inventari del Patrimoni Arquitectònic de Catalunya.

## Descripció
Es troba en una plana de conreus i boscos. És una construcció formada per dos cossos d'edifici d'èpoques immediates: la capçalera preromànica i la nau del segle xii o començaments del xiii.

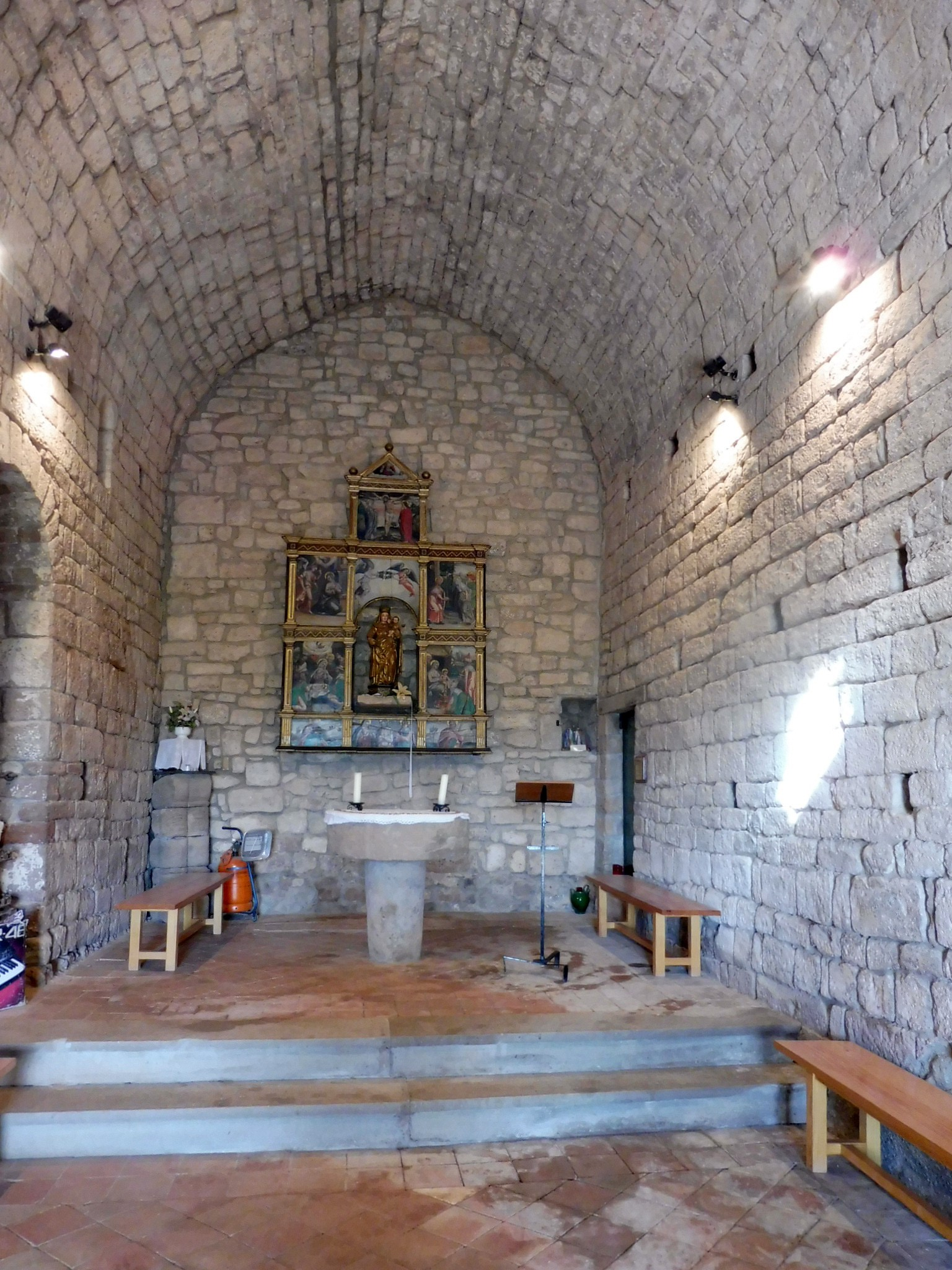
Interior del temple

 La nau és coberta amb volta de canó força apuntada. Al mur de migdia hi ha el portal de dos arcs en degradació que havia estat tapat per la casa dels ermitans. Sobre la porta hi ha una petita finestra d'arc de mig punt. L'aparell és de grossos carreus de mides diferents ordenats en filades. La capçalera preromànica, reconvertida en atri capgirant l'orientació del temple, té una planta quadrada i és cobert amb volta de ferradura feta amb lloses col·locades a plec de llibre. A la façana de migdia hi ha una finestra foradada en un sol carreu monolític amb dues obertures allargades, molt semblant a la de Sant Jaume d'Olzinelles i a Santa Àgata de Clariana (Solsonès). El campanar d'espadanya de dues obertures s'alça sobre l'arc presbiteral.
Al Museu d'Història de la Seu de Manresa es conserva una talla del segle xiii de la Mare de Déu procedent d'aquesta església.

## Història
Està situada dins el terme del castell de Fals l'església és documentada ja l'any 1039: el 1154 apareix com a parròquia. El segle xvii deuria estar mal conservada perquè el bisbe prohibia que s'hi celebrés missa sense arreglar-la. L'any 1983 el servei de Catalogació i Conservació de monuments de la diputació de Barcelona l'ha restaurada sota la direcció d'Antoni Baraut.